# Szentmise

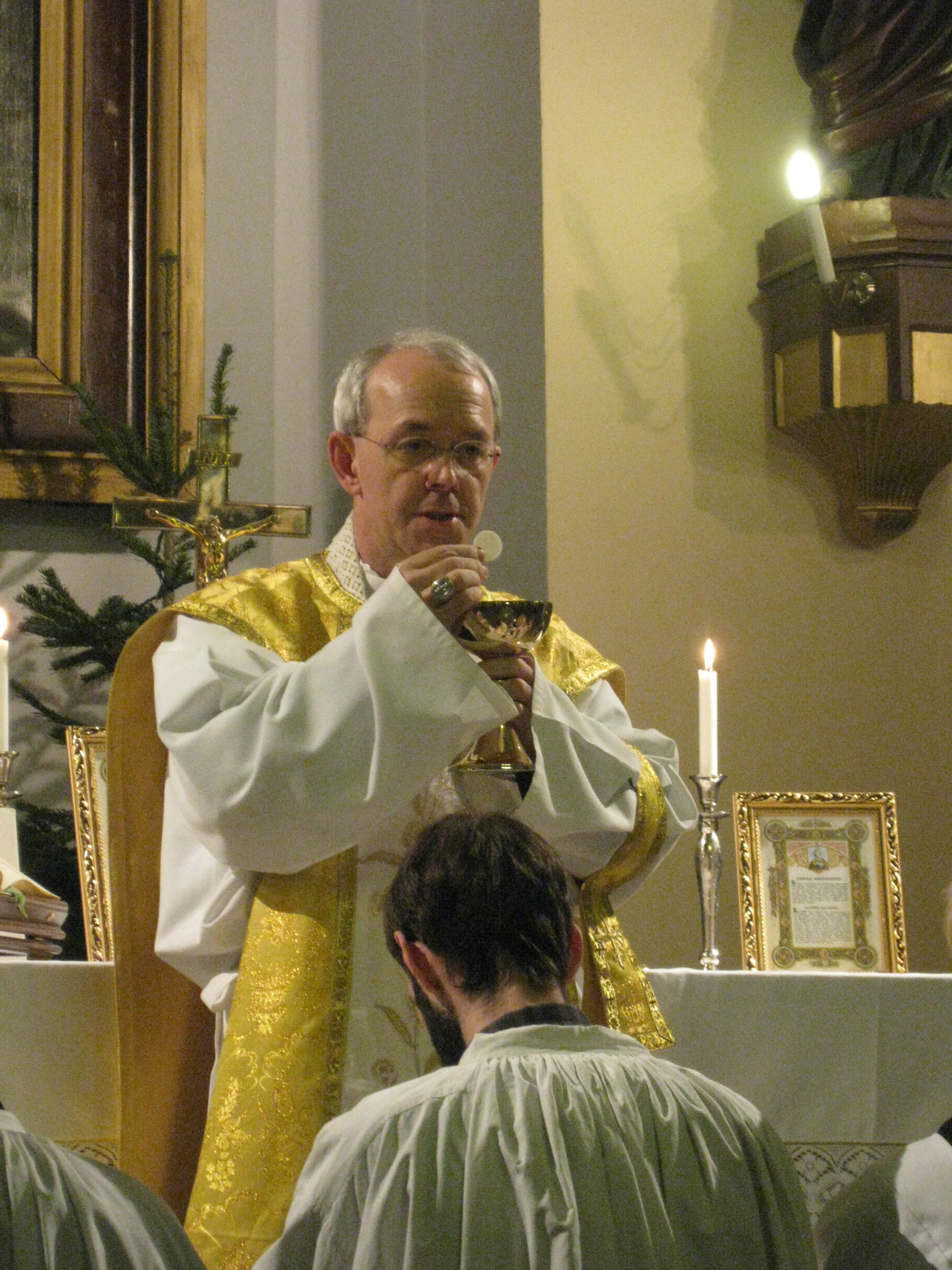
Szentáldozás előtti úrfelmutatás egy rendkívüli formában tartott katolikus szentmisén (Tallinn, Észtország): „Ecce Agnus Dei, ecce qui tollit peccata mundi!” („Íme az
Isten Báránya, íme, aki elveszi a világ bűneit!”)

A szentmise, rövidebben: mise (latinul: missa) a római katolikus liturgia legszentebb és legfontosabb része (de nem az egyetlen istentisztelet), katolikus értelemben az egész keresztény élet forrása és csúcsa, az Újszövetség tökéletes és örök áldozata, melyben Krisztus önmagát áldozza fel az Atyának a világ bűneiért a kenyér és bor színe alatt. A szentmise engesztelő, hálaadó, dicsőítő és kérő áldozat.

## Amiseszó eredete
A latin nyelvű miseordóban a diakónus (vagy az áldozópap) az istentisztelet végén így szól a gyülekezethez: Ite, missa est (Menjetek, [most] van az elbocsátás). A németben Messe, az angolban Mass néven ismeretes, a szlávban misa, omssa.  A Czuczor-Fogarasi szótár szerint a mise szó nyelvünkbe a latinból került.

## Nevei, jelentésük
A szentmisét a korokon átívelve következőféleképpen nevezék vala.
- Az apostolok és az első keresztények kenyértörésnek nevezték. (ApCsel 2:42 - "Ők állhatatosan kitartottak... a kenyértörés közösségében.")
- A második neve megemlékezés, (görögül anamnesis, latinul commemoratio Domini), Jézus szavai nyomán: Ezt cselekedjétek az én emlékezetemre.[4] Ez nem egy múlt esemény puszta felidézése, hanem megjelenítése, jelenbe hozása, aktualizációja, hogy minden kor minden embere részesedhessen benne és az esemény kortársává váljon.[5]
- Misztérium, Tertullianus nevezi először így, ennek nyomán: frequentatio mysterii és celebratio mysterii.[6] Ez nem a "hitünk titkát" jelenti, hanem "valami isteni (ezért titokzatos) és a lélek mélyén végbemenő folyamatot, amelyben az isteni az emberhez leereszkedik, átjárja és átalakítja és így a földit, az emberit a maga isteni magasságába emeli".[6]

A misztérium végbemehet az isteni tanítás által, "mely titkos és mélyebb ismereteket ad az embernek", pl. hallás vagy olvasás útján; de végbemehet valamely cselekedet által, melyben az ember Istennel érintkezik és így az isteni élet részesévé lesz: ez történik a szentmisében. A tridenti zsinat tanítása szerint ez a misztérium Jézus engesztelő áldozata.
- A második században terjedt el a negyedik elnevezés: Eukarisztia. Jelentése: hálaadás, és Jézusra megy vissza, aki hálaadó imádság keretében változtatta át a kenyeret és a bort. Ezért kezdték az egész misét Eucharistiának, hálaadásnak hívni. Később az átváltoztatott kenyeret és bort együtt hívták Eucharistiának. A mai szóhasználatban az Eukarisztia az Oltáriszentséget jelenti.
- Az első század vége óta használatos az áldozat elnevezés.[9] A szentmise, mint áldozat a) ételáldozat b) hálaadó-áldozat c) áldozati cselekedet (misztérium) d) megemlékezés, misztériumos jelenlét és valóság.[6]

Szunyogh Xavér Ferenc összefoglalásában:

Mindezeket a vonásokat együtt megtaláljuk az utolsó vacsora történetében, tehát mindegyik név annak egy részét emeli ki. "Az Úr Jézus vette a kenyeret, hálát adott (Eucharistia), megtörte a kenyeret és odanyujtotta tanítványoknak: egyetek ebből mindnyájan (kenyértörés, az Úr asztala) mert ez az én értetek adott testem és igyatok, mert ez az én értetek adott vérem (engesztelő áldozat). Ezt cselekedjétek (misztérium) az én emlékezetemre" (megemlékezés).

## Azáldozatfogalma, központisága, fejlődése

### Az áldozat alapvetősége
Egyes elképzelések szerint teremtett világban élünk, aminek szerves része az áldozat fogalma. Ha pl. egy nyelvet szeretnénk tanulni, akkor erőt (megtanulni az idegen szavakat, nyelvtani összefüggéseket), időt (amíg megtanuljuk ezeket) és pénzt (tankönyvvásárlás, nyelvtanfolyamok) kell áldoznunk rá. A mindenütt jelenlévő áldozat hétköznapi valóság.

### Az áldozat az ókorban
Az ókorban szokásos volt áldozatot bemutatni az isteneknek, ez minden kultusz legfőbb része. Az áldozat lényege, hogy az embernek önmagát kellene feláldoznia - mint legértékesebb dolgot, amit csak adhat - ezt váltja ki azzal, hogy a tulajdonából vagy munkája gyümölcséből a legjobbat adja oda, áldozza fel Istennek. Az embert egy jelkép helyettesíti: Káin maga helyett gabonát, Ábel bárányt, Melkizedek kenyeret és bort adott.
A pogány népeknél szokásban volt, hogy a legértékesebb gyermeküket, az elsőszülöttet mutatták be áldozatként, erről a Biblia is megemlékezik. Keresztény tudással ez egy tragikus félreértés, Isten a lelket nézi és akiben megvan az áldozatos lelkület, mint Ábrahámban, akkor a tényleges áldozatot helyettesíteni lehet mással.
Az áldozatos lelkület lényege, hogy "önmagunkat kell mindig adni áldozatul Istennek", maga az áldozat pedig: "magunk helyett valamit adunk Istennek."

### Az áldozat részei
Minden adásban két elem van. Az egyik hogy magunkat megfosztjuk attól a tárgytól, a másik hogy azt másnak átadjuk. A köznyelv általában az első jelentést érti alatta, az egyház viszont a második elemet, az adomány Istennek való átadását hangsúlyozza.
Az áldozatul bemutatott dolog Isten céljaira megy, többé nem mi rendelkezünk vele. Ezt fejezi ki az áldozat latin neve: sacrificium. Eredeti jelentése (sacra facere): elkülöníteni.

### Jézus keresztáldozata, mint engesztelő áldozat
Noha az ember bemutatta áldozat sokmindenre lehet képes, az eredeti bűnt mégsem tudja kiengesztelni. Ezért kellett Jézusnak az önként vállalt kereszthalála útján a mi bűneinkért eleget tennie. Jézus nemcsak az eredeti bűn engesztelésére halt meg, hanem minden bűn engesztelésére, hiszen minden halálos bűn következménye a kárhozat, amit az ember önerőből nem tud elhárítani.
Jézus önként vállalta a halált, áldozatos lelkülettel, teljes engedelmességgel és önátadással, ezáltal kiengesztelte az első emberpár bűnét: az engedetlenséget és az önzést. "Atyám, ne az én akaratom legyen, hanem a tied!" Szent Péter: "Krisztus meghalt a mi bűneinkért... hogy minket áldozatul adjon az Atyának."
Jézus kereszthalála tehát helyettesítő áldozat (Jézus helyettünk halt meg), engesztelő áldozat (értünk, a bűneinkért halt meg), és valós áldozat (valóban meghalt).

### Az utolsó vacsora, mint hálaadó és dicsőítő áldozat
Az utolsó vacsora a szentmise alapítása és a keresztáldozat elővételezése volt. Az átváltoztatásban Jézus szavai, melyek ma is elhangzanak a papok ajka által, megvalósítják amit mondanak és a kenyér és bor színe alatt valóságosan megjelenik Krisztus élő Teste és Vére. Ez az un. átlényegülés (latin transsubstantiatio) és valós jelenlét dogmája. Az áldozat is a kettős átváltoztatás által megy végbe, mert különválasztja a Testet és a Vért.

### Jézus halála, mint liturgikus (istentiszteleti) tény
Jézus a kereszthalálával, önfeláldozásával egy új liturgiát hozott létre. Az Újszövetség egyetlen főpapja Jézus, az Újszövetség egyetlen áldozata pedig Golgota.

A szentmise tehát az újszövetség áldozata, melyben kettő történik: először Jézus Krisztus a maga véres keresztáldozatát vérontás nélkül megjeleníti olyképen, hogy a kenyér és bor külső 'színe' alatt önmagát feláldozza a mennyei Atyának; másodszor a hívők önmagukat a kenyér és bor 'jelképe' alatt az oltárra helyezik és ott önmaguk átadását egyesítik Jézus Krisztus áldozatával[...].

### A szentmise mint keresztáldozat
A szentmiseáldozat és a keresztáldozat között lényegi azonosság van. Úgy a szentmisét mint a keresztáldozatot ugyanaz a főpap, Jézus Krisztus mutatja be; mindkettőben ugyanaz az áldozati tárgy: Jézus Krisztus; mindkettőben ugyanaz a lélek nyilvánul: Jézus Krisztus áldozatos lelke.

Ha [...] az Atya az égből letekint az oltárra a szentmise alatt, akkor lényegében ugyanazt látja, mint a Golgotán: látja szent Fiát, aki az emberiség iránti szeretetből egyforma áldozatos lélekkel mind a kettőben önmagát adja át az Atya rendelkezésére. Így az Atya is ugyanúgy fogadja mind a kettőt.

## Előkészület a szentmisére
A szentáldozáshoz járulás feltétele a katolikus hagyomány szerint a bűnöktől, legalábbis a halálos bűntől való mentesség, és a szentségi böjt megtartása. A szentségi böjt szabályai évszázados változatlanság után, 1953-ban változtak meg.

### 1953 előtt
Az 1953 előtti szentségi böjt abból állt, hogy a szentmisét megelőző éjféltől sem élelmet, sem italt (beleértve vizet), de még gyógyszert sem volt szabad az illetőnek magához vennie. Az 1917-es Kánonjogi törvénykönyv (Codex Iuris Canonici) 858/1-es cikkelye megengedte a böjttől tartózkodást 1) életveszély esetén 2) az eucharisztia meggyalázásnak veszélye esetén. Ha pl egyházellenes rendszer katonái, akiknek szokása megszentségteleníteni a szent dolgokat, akarnak betörni az ajtón, akkor a papnak joga van az átváltoztatott ostyákat elfogyasztani szentségi böjt nélkül.
A teljes képhez tartozik, hogy 1953 előtt csak délelőtt voltak misék a katolikus egyházban, vagyis a szentségi böjt tartama legfeljebb 11-12 óra lehetett.
A testi böjtölés mellett a böjtnek szellemi (spirituális) jelentősége is van. Nagy Szent Vazul így fogalmazta meg:

Böjtöljünk Istennek tetsző módon. Az igazi böjt ellensége a bűnnek, mértéktartás a beszédben, uralkodás a düh felett, elkülönülés a vágyaktól, rágalmazástól, hamisságtól és hamis tanúságtól. Mindezek megvonása az igazi böjtölés[...] De ami a pozitív oldalt illeti, teljék kedvünk az Úrban, keresve a Szentlélek szavait. És teljék kedvünk az Üdvösség törvényeinek felvételében és a vallási tantételekben, melyek helyreállítják a lelkünket.

### 1953 után
1953-tól vezették be azt, hogy délután is lehetett misézni, erre az ipari társadalom igényei kényszerítették az egyházat, így munkavégzés után a munkás el tudott menni misére, míg délelőtti mise esetén ez nehezen vagy egyáltalán nem ment volna neki. Ezzel párhuzamosan 1953-ban a szentségi böjti szabályozásból kivették a gyógyszerszedés és vízivás tilalmát. Pár évvel később a böjt időtartamát a szentáldozás előtti 3 órára csökkentették, és betegeknek megengedték hogy áldozás előtt igyanak valamit (nem feltétlenül vizet).
1964-ben VI. Pál ennél is tovább ment, a háromórás böjtöt egy órásra csökkentette. Valamint ezután a püspökök megengedhették a papjaiknak akik naponta több misét is tartottak, hogy még ezt az egy órát se kelljen betartani.

## Változatai a római katolikus liturgiában
A nyugati katolikus egyház domináns rítusának, a római rítusnak jelenleg két formája létezik:

### Novus ordo mise
A „rendes forma” (forma ordinaria, Novus Ordo Missae, NOM) - a mise keresztény ókorból származó, a tridenti zsinatig dinamikusan fejlődött, akkor egységesített és utána a XX. század közepéig szinte változatlanul maradt formáját a II. vatikáni egyetemes zsinat liturgiáról szóló, Sacrosanctum Concilium kezdetű konstitúciójában foglalt rendelkezések megvalósítására alakult vatikáni Liturgikus Bizottság a liturgikus mozgalom évszázados eredményeit összegezve újította meg. Ez a szentmisének a római katolikus egyházban ma hivatalos, általános formája 1969 óta. Mind a liturgikus mozgalomnak, mind pedig a „novus ordo” reformjainak kitűzött célja egyrészt a legősibb hagyományoknak, másrészt a jelen kor felfogásának, megértőképességének határozottabb figyelembevétele volt. Szintén cél volt, a Liturgikus Bizottság vezetője, Annibale Bugnini szerint, hogy a "protestáns testvérek" is részt tudjanak venni a szentmisén. Ennek jegyében a Liturgikus Bizottság munkájába hat protestáns megfigyelőt vontak be. VI. Pál pápa közeli bizalmasa, Jean Guitton szerint "a pápa mindent, ami a protestánsokat zavarta volna, el akart távolítani a szentmiséből", illetve azon volt, hogy katolikus szentmise és a protestáns úrvacsora majdnem egybeessenek, ilyetén a katolikus misét közelebb hozni a kálvinista miséhez. Az első novus ordo misét VI. Pál 1969 ápr. 3-án tartotta.
A miseáldozat bemutatásában az Istenhez való közös irányt (a pap a néppel ugyanazon irányba fordulva misézett) helyettesítették a pap és a hívők "asztalnál" való szembenállásával, hogy az "Úr vacsoráját" megünnepeljék. Az ünnepélyes ceremóniát fölváltotta az egyszerűség. Számos régi elemet töröltek az új miséből.

#### Bírálatok

##### Liturgikus érvek
A novus ordo misét számos bírálat érte bevezetése óta. Az egyik fő álláspont, melyet többek között XVI. Benedek is képvisel, hogy a novus ordo mise a szerves fejlődés helyett egy teljesen új konstrukciót, újjászületés helyett rombolást hozott.

##### Dogmatikus érvek
Ottaviani és Bacci bíborosok bírálatukban 1969-ben elítélték "a szentmisének a katolikus teológiától való szembetűnő eltávolodását". A novus ordo missae "úgy van megalkotva, hogy sok szempontból a legliberálisabb protestánst is képes kielégíteni [...] a mise egész teológiájával tabula rasa-t akarnak csinálni. Alapjában véve itt a protestáns teológiát közelítik meg, ami a szent miseáldozatot rombolta le."

##### Lelkipásztori érvek
Ottaviani és Bacci szerint a Novus Ordo Mise "a hívők teljes összezavarodásához vezetett, ez abban látszik, hogy már nem tudják többé viselni a módosításokat és kétségtelenül károsul a hitszubsztancia. A papság legjobbjai között ez egy gyötrő lelkiismereti válságban mutatkozik meg, amelyre naponta számos bizonyságot kapunk."

##### Statisztikák
A novus ordo mise bevezetésnek első hét évében (1969-1976) a vasárnapi miselátogatók száma 30%-kal csökkent az Egyesült Államokban, 43%-kal Franciaországban, 50%-kal Hollandiában. Ugyanezen időszakban a papi hivatások száma 413,438-ról 243,307-re csökkent a szentszéki kimutatások szerint.
A 2010-es egyházi év alkalmából Münchenben végzett közvéleménykutatás szerint a gyakorló katolikusok több mint 90%-a állította, hogy számukra nincsen különbség a katolikus mise és a protestáns úrvacsora között. Bécsben a katolikusok 3%-a látogatja rendszeresen a vasárnapi misét, Franciaországban pedig 1,8%-a.

### Tridenti mise
A „rendkívüli forma” (forma extraordinaria, Vetus Ordo Missae, VOM), más néven tridenti mise vagy hagyományos római mise – a gyökereiben még az ókeresztény korból áthagyományozott római miseforma, melyet a tridenti zsinat után egységesítettek. Utolsó kisebb módosításra 1962-ben került sor, a római mise rendkívüli formájának jelenleg ez a hivatalos változata.
Fönnmaradása Marcel Lefebvre érsek nevéhez fűződik, akinek a II. vatikáni zsinat rendelkezéseit elutasító közösségeiben továbbra is ezt a miseformát végzik. XVI. Benedek pápa Summorum pontificum kezdetű rendelkezése óta (2007) a római mise rendkívüli formája a hívők igénye esetén az ordinárius külön engedélye nélkül, bármely katolikus pap által végezhető.

## A mise rendes formája (forma ordinaria)

### Szerkezete
A szentmise rendje magyarul a forma ordinaria szerint a következő elemekből áll.

#### Bevezetés
A kezdőének alatt a celebráns(ok) és az asszisztencia bevonulnak a szentélybe. Térdet hajtanak a tabernákulum felé, amivel az Oltáriszentség (Eucharisztia) iránti tiszteletüket mutatják ki (a térdhajtás azonban elmarad, ha a tabernákulumban nincs Eucharisztia). Ezt követi a főhajtás az oltáron elhelyezett feszület irányába. Ezután a celebránsok megcsókolják a Krisztust jelképező oltárt. Ünnepi misén incenzálás (tömjénnel való füstölés) is van az oltár körül. A tömjénfüst már a Bibliában is az ima és a tiszteletadás szimbóluma. Mindezek megtörténte után a főcelebráns keresztet vet, köszönti a híveket és ismerteti a miseszándékot, majd felszólítja őket a bűnbánatra. A közös bűnvallást a Kyrie eléneklése követi, azt pedig – vasárnap, ünnepen (festum) és főünnepen (solemnitas), kivéve a nagyböjti és adventi időszakot – a Gloria. Ezután a főcelebráns elimádkozza a mise fő könyörgését (collecta).

#### Azigeliturgiája
A szentmisén ünnepeken és főünnepeken három, köznapokon két szentírási olvasmány hangzik el. Ezeket olvashatja – az evangélium kivételével – az erre felavatott lektor, vagy bármelyik hívő, végső esetben maga a pap.
Az első olvasmány többnyire az Ószövetségből való (kivéve a húsvéti időt, ekkor az Apostolok cselekedeteiből hallhatunk részleteket). Ezt követi egy zsoltárszakasz közös eléneklése. Ez az első olvasmány mondanivalóját hivatott elmélyíteni. A második olvasmányt magyar nyelvterületen szentleckének hívják, bár a fordítás alapjául szolgáló latin szöveg mindkét olvasmányra a lectio szót használja, megkülönböztetés nélkül. E második olvasmány az Apostoli levelek egyikének részlete.
A második olvasmányt követi az Alleluja = „Dicsérjétek Istent!” éneklése, kivéve a nagyböjti időt. Az Allelujára a pap és a hívek is felállnak, mivel ez már az Evangéliumot készíti elő, amelyben Krisztus szól. Majd valamelyik celebráns vagy a diakónus felolvassa az evangéliumi szakaszt. Ünnepi misén az evangéliumos könyvet is megincenzálják (tömjénnel megfüstölik).
Az olvasmányokat a prédikáció (homília, szentbeszéd) követi; köznapi misén ez elmaradhat, ám vasár- és ünnepnapon kötelező. Ezután vasárnap és főünnepen (kivéve bizonyos időszakokat) elimádkozzák a Hitvallást; ez helyi szokás szerint lehet az Apostoli, ill. a Nikaia–konstantinápolyi hitvallás.
Az igeliturgiát az egyetemes könyörgések, más szóval hívek könyörgése (oratio fidelium) zárja, melyeket a lektor vagy a hívek közül néhányan olvasnak fel.

#### Az eucharisztia liturgiája

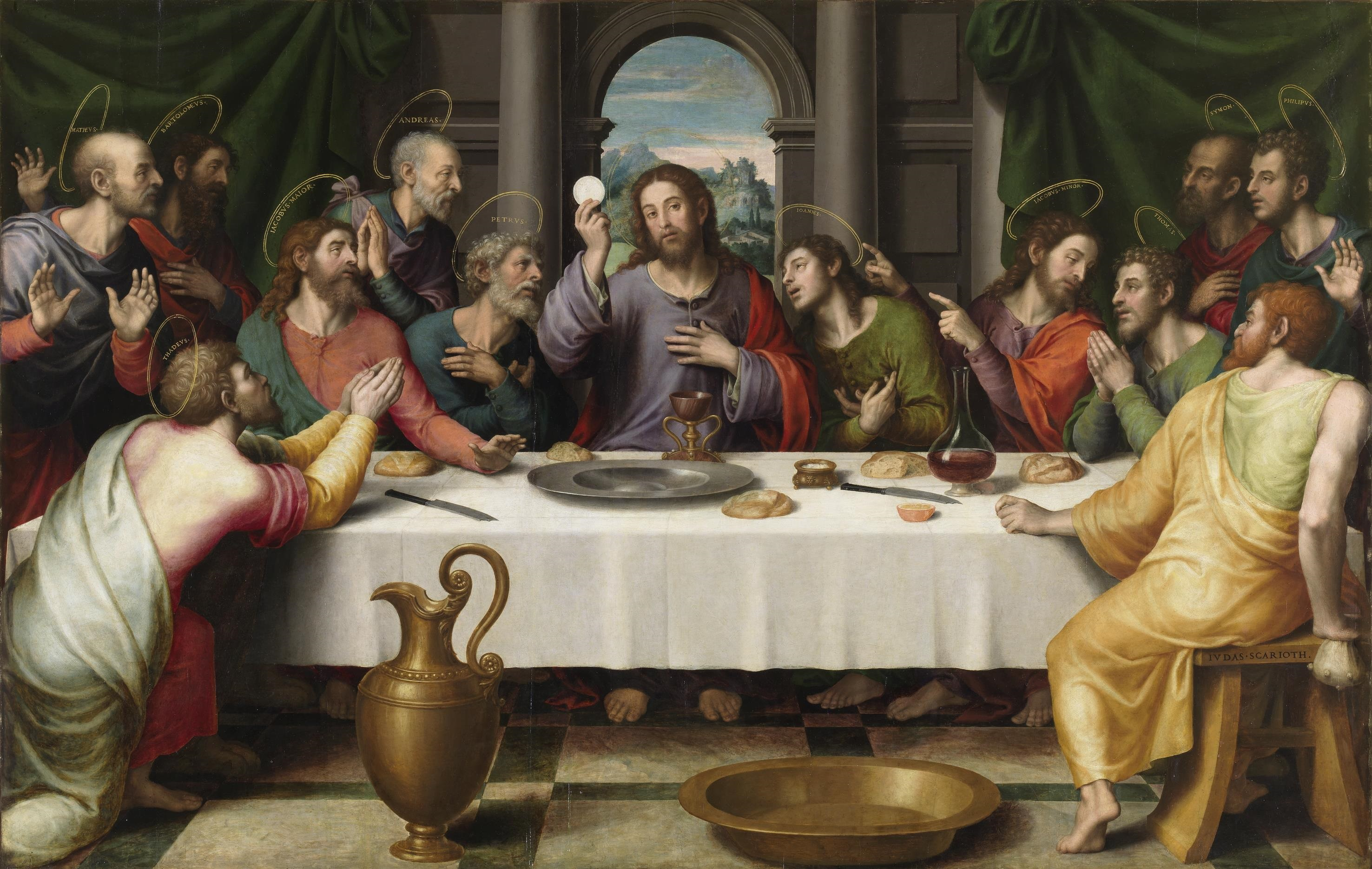
Juan de Juanes: Utolsó vacsora
„És hálákat adván, megtörte és ezt monda: Vegyétek, egyétek! Ez az én testem, mely ti érettetek megtöretik; ezt cselekedjétek az én emlékezetemre.” (1 Kor 11,23-25)

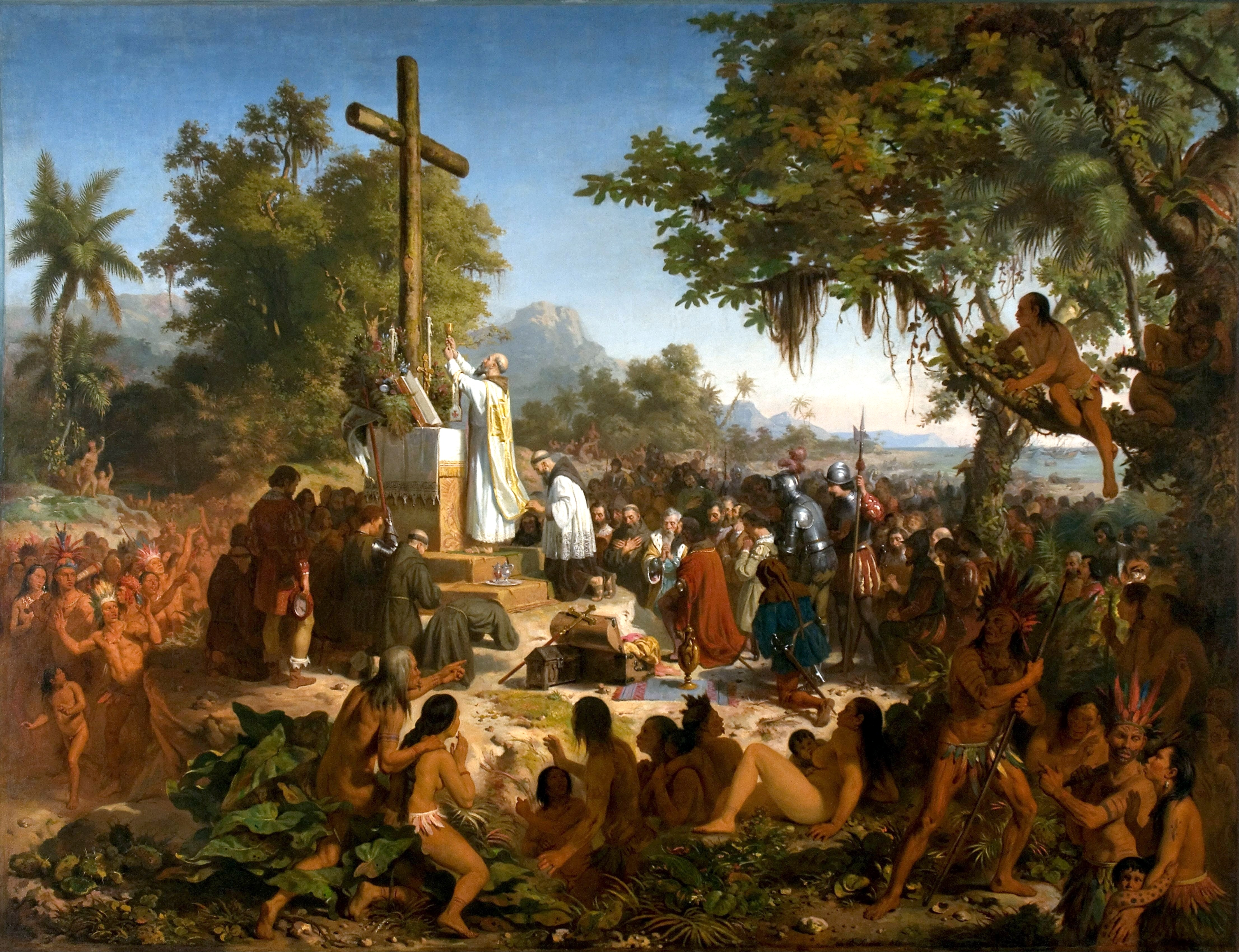
Victor Meirelles: Az első mise Brazíliában. A festmény egy latin (tridenti) misét ábrázol

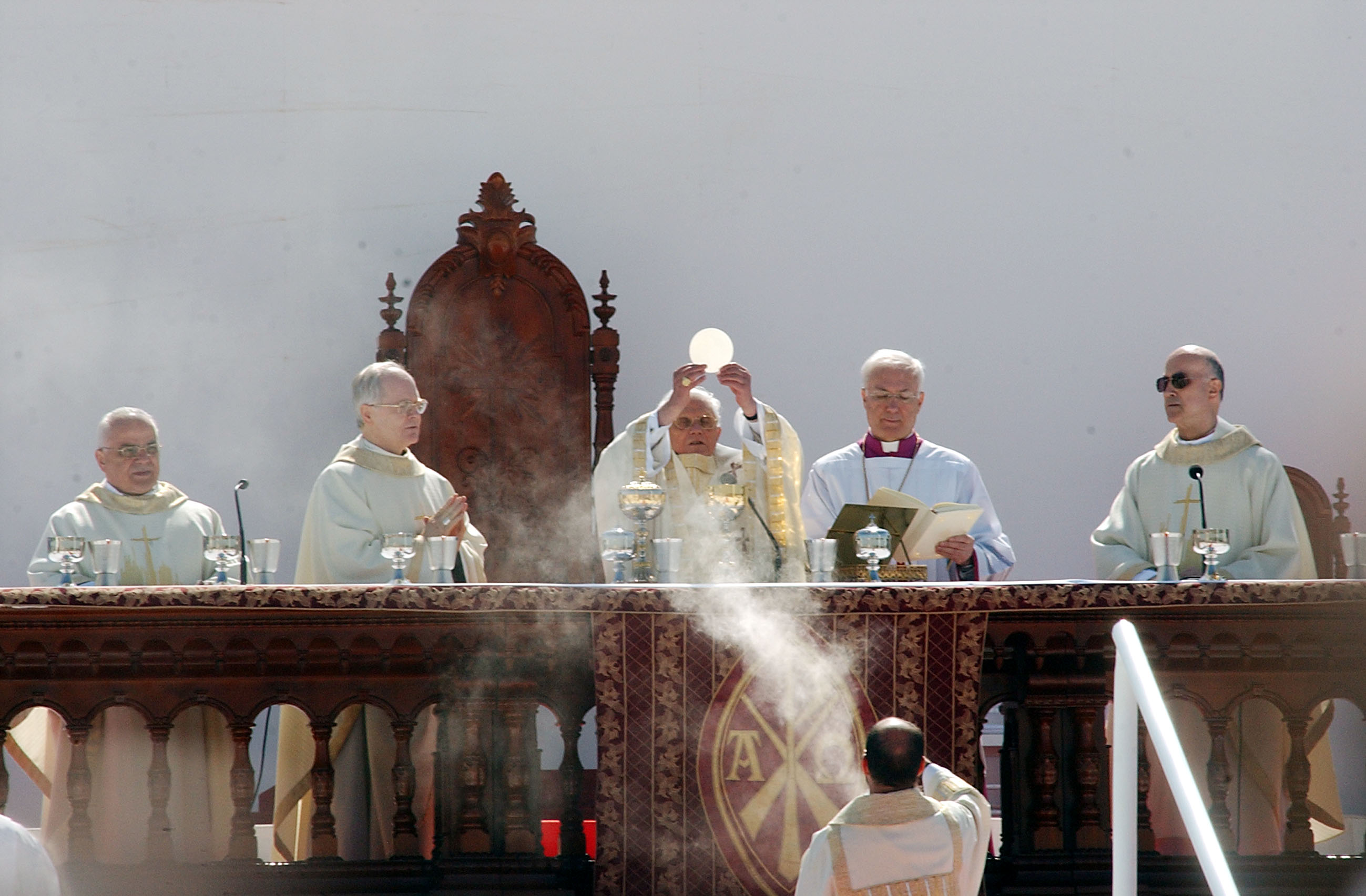
XVI. Benedek pápa egy ünnepi misén, mielőtt a hívők részesülnek az Eucharisztiában, felmutatja Jézus testét: „Íme, az Isten Báránya, aki elveszi a világ bűneit.”

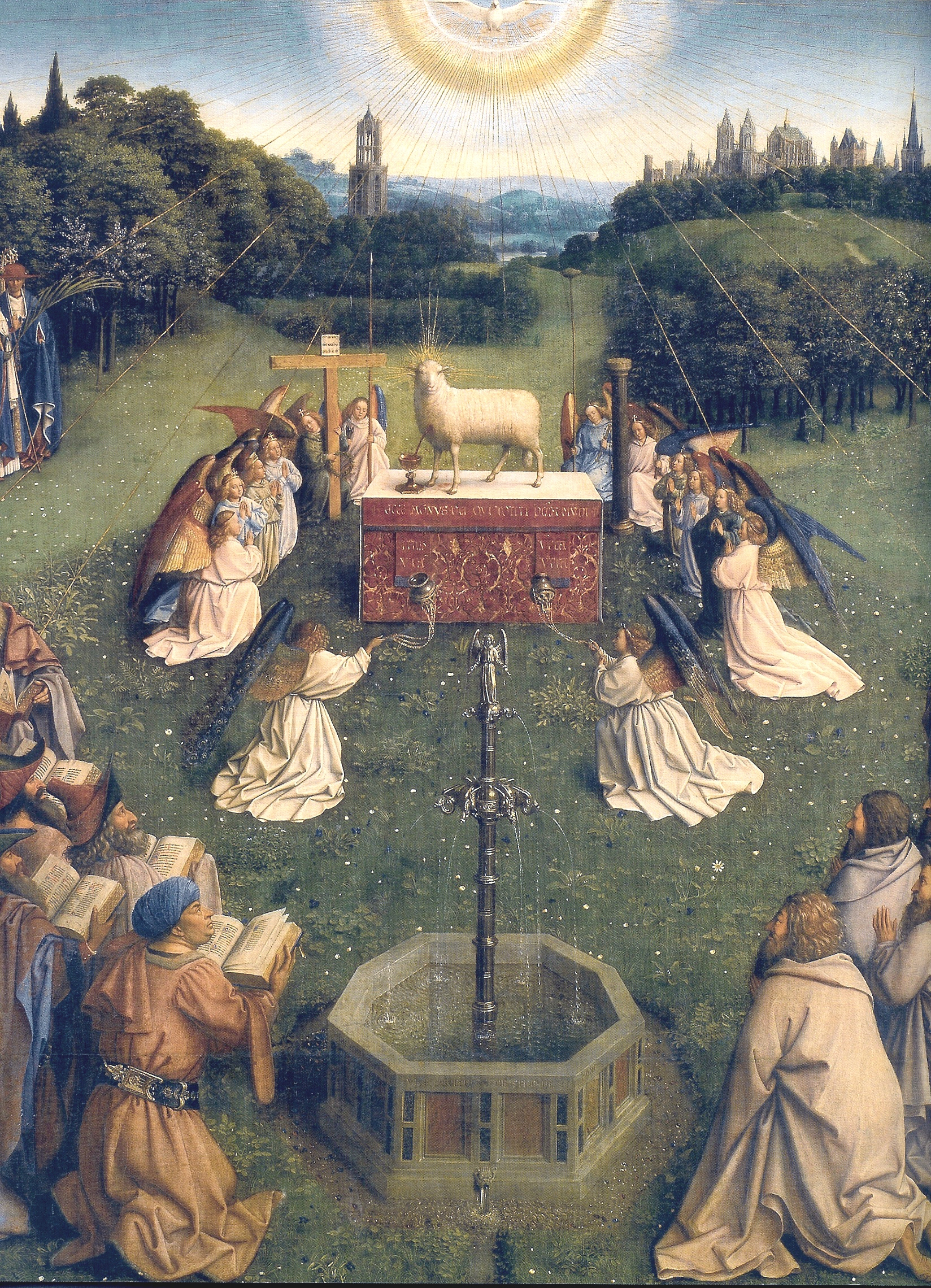
Jan van Eyck: Genti oltár - A bárány imádása
Agnus Dei, qui tollis peccáta mundi, miserére nobis.
Agnus Dei, qui tollis peccáta mundi, miserére nobis.
Agnus Dei, qui tollis peccáta mundi, dona nobis pacem.

A mise ezen része az oltár és az adományok (kenyér és bor) előkészítésével kezdődik. Az adományok előkészítésében a hívek személyesen is részt vesznek, lélekben felajánlják Istennek a jövőre vonatkozó jó elhatározásaikat, múltbéli sikereiket (hálát adnak értük) és szenvedéseiket. A felajánláshoz való lelki társulás jelképes megjelenítése lehet, ha az előkészítő asztalkáról az adományokat (a kenyeret és a bort) a hívek viszik az oltárhoz, ahol ünnepi misén meg is incenzálják azokat. Az adományok előkészítéséhez való társulás gyakorlatiasabb részeként sok templomban ekkor tartják a perselyezést. Végül következik a rövid felajánló könyörgés, melyet a pap mond el. Ezt követi a prefáció, amelyet egy 2×3 mondatos dialógus vezet be (ennek elején ráismerhetünk a misében sokszor előforduló köszöntésre):
Pap: Az Úr legyen veletek!
Hívek: És a te lelkeddel!
Pap: Emeljük föl szívünket!
Hívek: Fölemeltük az Úrhoz!
Pap: Adjunk hálát Urunknak, Istenünknek!
Hívek: Méltó és igazságos!
A miséző pap számos különböző prefáció közül választja ki a liturgikus időszaknak, ünnepelt hittitoknak, szentnek vagy a votívmise jellegének megfelelőt. A prefáció Istent dicsőíti, fölemlegetve az üdvtörténet egyes fordulatait, s végül a Sanctus („Szent vagy…”) éneklésébe torkollik.
Ezután mondja el a celebráns az eucharisztikus imát. (A misének a Sanctus és az áldozás közötti szakaszát – melynek gerince az eucharisztikus ima – kánonnak is nevezik.) A tridenti zsinat által bevezetett miseliturgiában egyetlen eucharisztikus ima létezett. A II. vatikáni zsinat által megreformált misében ehhez a római vagy I. kánonhoz három további kánonszöveg csatlakozott (II.-IV. kánonok), melyek közül a miséző pap szabadon választhat. A jelenlegi misekönyvben további hat „különleges alkalmakra szóló” eucharisztikus ima is található (eucharisztikus ima gyermekmisékre (V.); kiengesztelődési eucharisztikus ima (VI.) és VII. A-D kánonok.) Az eucharisztikus ima során a pap lehívja a Szentlelket az adományokra (epiklézis), felidézi az utolsó vacsora történéseit, és Jézus szavait megismételve a kenyeret és bort Krisztus testévé és vérévé változtatja (ez az átváltoztatás vagy konszekráció), majd a megfeszített Krisztust fölajánlja áldozatul az Atyának. Ekkor történik a tulajdonképpeni felajánlás. Koncelebráció (több pap együtt misézése) esetén az epiklézist, az átváltoztatást és az azt követő felajánlást valamennyi részt vevő püspök és pap közösen mondja; ezen idő alatt a hívek térdelnek.
Átváltoztatás (consecratio) után a (fő)celebráns mindkét szín alatt jól láthatóan magasba emeli Krisztus Testét és Vérét: ez az úrfelmutatás. Ünnepi misén szokás ilyenkor is megtömjénezni (incenzálni).
Az eucharisztikus imában a celebráns megemlékezik az élő és megholt hívőkről, imádkozik az egyház egységéért, végül fölemeli Krisztus testét és vérét, és (ha vannak koncelebránsok, velük közösen) elmondja a záró doxológiát:
Őáltala, ővele és őbenne a tiéd, mindenható Atyaisten, a Szentlélekkel egységben minden tisztelet és dicsőség, mindörökkön örökké!
A doxológiát követően közösen elimádkozzák az Úr imáját (Miatyánk…), majd a főcelebráns békéért könyörög. Ennek végeztével a hívek kézfogással vagy főhajtással köszöntik egymást, majd a kenyértörés következik. Utóbbi alatt a hívek az Agnus Dei (Isten báránya) kezdetű éneket éneklik.
Ezt követi az áldozás (communio) szertartása, amikor a hívők részesülnek az Eucharisztiában.
Az áldozás a liturgikus szabályok figyelembe vételével történhet egy vagy két szín alatt. Egy szín alatti áldozásnál az áldoztató (püspök, pap, diakónus, akolitus, világi lelkipásztori kisegítő vagy más, ezzel megbízott személy) felmutatja az áldozónak az Oltáriszentséget, s ezt mondja: „Krisztus Teste.” Az áldozó válasza: „Ámen.” Ez jelen esetben nem azt jelenti, hogy „úgy legyen” (hiszen az átváltozás nem az áldozó akarata következtében történik meg), hanem hitvalló igenlését jelenti annak, hogy amit maga előtt lát, az valóban Krisztus teste. Ezt követően vagy kinyújtja a nyelvét, és az áldoztató arra helyezi az Oltáriszentséget (nyelvre áldozás), vagy egymásra helyezett kezeit tartja az áldoztatónak, és a kézbe kapott Eucharisztiát ő maga veszi magához (kézbe áldozás).
Két szín alatti áldozásnál az áldoztató bemártja a kehelybe az átváltoztatott ostyát, és e szavakkal mutatja fel: „Krisztus Teste és Vére.”, majd az áldozó nyelvére helyezi. Két szín alatti áldozásnál csak nyelvre történő áldozás lehetséges.
Az áldozást követően a celebráns vagy valamelyik asszisztens purifikálja a szent edényeket: az esetleges morzsákat a kehelybe összegyűjti, tiszta vízzel kiöblíti és azt magához veszi. A maradék Oltáriszentséget elhelyezi a tabernákulumban, majd elmondja az áldozás utáni könyörgést.

#### Befejezés
Többnyire a mise végén kerül sor a hirdetések közzétételére. Ezután a (fő)pap a Szentháromság áldását kéri a jelenlevőkre, majd elbocsátja őket. Megcsókolja az oltárt, és a kivonulási ének alatt az asszisztenciával együtt elhagyja a szentélyt.

### Közreműködők
A szentmise bemutatója: püspök vagy áldozópap. Amennyiben több pap is jelen van, úgy a szentmisét koncelebrált szentmisének nevezzük. Az asszisztencia részét képzik a ministránsok, a lektorok, az akolitusok és más, ezzel (esetlegesen) megbízott világi személyek.

### Liturgikus kellékek

#### A szentmise érvényességéhez elengedhetetlen kellékek
- kovásztalan búzakenyér (gyakorlatilag ostya)
- szőlőbor

#### A szentmisén kötelezően használatos (ill. csaknem mindig szereplő) kellékek
- Pater nosterSchola Gregoriana kórus, Lengyelország, vezényel: Dariusz Szmolarek

Nem tudod lejátszani a fájlt?
- olvasmányoskönyv (lectionarium)
- misekönyv (missale)
- oltárterítő
- kehely (calix)[37]
- paténa (ostyatartó tányér)

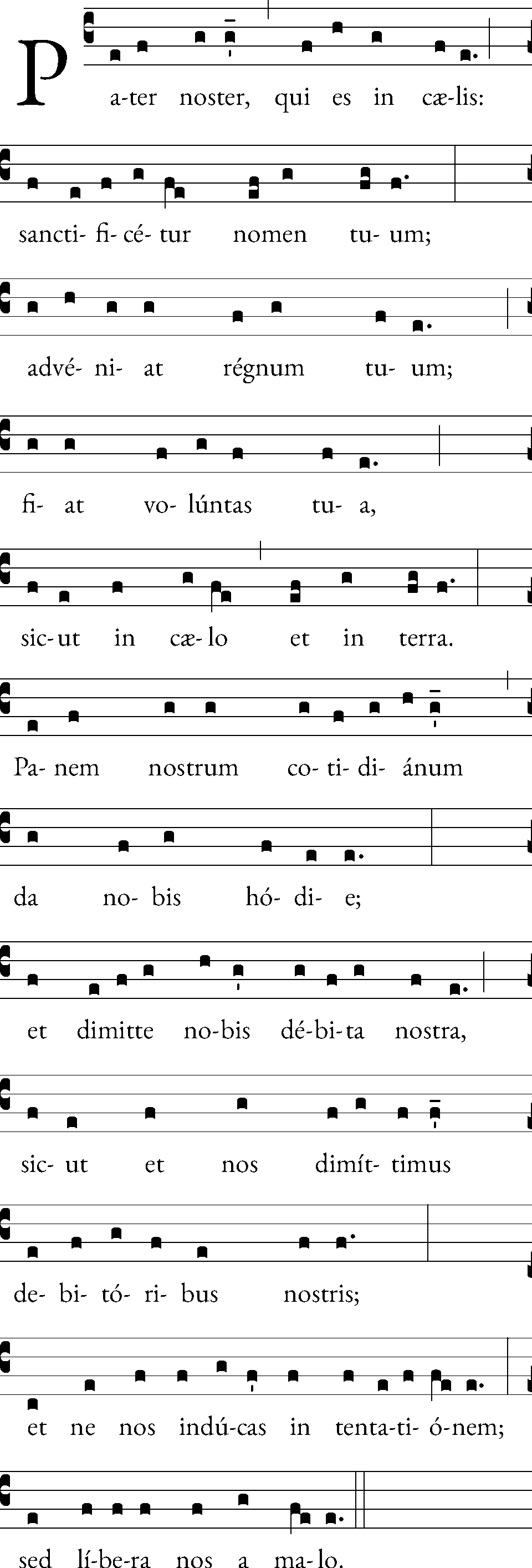
A miatyánk kottája és latin szövege

- korporálé (az Úr testének abrosza, a kehely alá helyezett, keményített kendő)
- purifikatórium (kehelytörlő kendő)
- cibórium (áldoztató edény)[38]
- palla (a kehely lefedésére szolgáló négyzet alakú lap)
- kéztörlő kendő (lavabo)
- ampolnák (boros és vizes kancsók)
- vélum (a kehely letakarására szolgáló kendő)
- oltárkereszt (az oltáron vagy annak közelében elhelyezett feszület)
- oltárgyertya (legalább 2 db)
- húsvéti gyertya (húsvéti időben az oltár közelében álló, nagy, díszes gyertya)

#### Esetleges kellékek
- füstölő (turibulum)
- tömjéntartó (navicula)
- szenteltvízhintő (aszperzórium)
- csengő

#### A liturgikus öltözet kellékei
- alba (földig érő fehér ruha)
- stóla
- miseruha (kazula)
- cingulum (régebbi, bővebb szabású albák megkötésére használatos zsinór)
- humerale=vállkendő (régebbi, az alba alatt viselt négyzet alakú vászon kendő)
- karing (esetleges ministránsok, esetleg a koncelebránsok által viselt rövid, fehér ruha ami alá a papoknak reverendát a ministránsoknak pedig talárist vagy annak alsó részét:szoknyát kell fölvenni)

#### Püspöki jelvények (insignia)
- infula v. mitra (püspöksüveg)
- pileólus (a püspök fejre simuló – az eucharisztikus ima kivételével állandóan hordott – sapkája)
- baculum (pásztorbot)
- pectorale (mellkereszt)
- püspökgyűrű
- pallium (az érsek, bíboros, pápa által viselt textil melldísz)